# Eugene Lawrence
Eugene Lawrence (Brooklyn, 22 giugno 1986) è un cestista statunitense, professionista in Europa.

## Palmarès
- Campionato slovacco: 1

SPU Nitra: 2008-2009
- Campionato ceco: 4

ČEZ Nymburk: 2011-2012, 2016-2017, 2017-2018, 2018-2019
- Coppa della Repubblica Ceca: 4

ČEZ Nymburk: 2012, 2017, 2018, 2019